# Koppgölen (Kristdala socken, Småland)
Koppgölen är en sjö i Oskarshamns kommun i Småland och ingår i Marströmmens huvudavrinningsområde.